# Чемпионат мира по шоссейным велогонкам 1967
Чемпионат мира по шоссейным велогонкам 1967 года проходил 3 сентября в Херлене, Нидерланды.

## Призёры
| Велогонка     | Золото                                                                            | Золото   | Серебро                                                                     | Серебро     | Бронза                                                                        | Бронза      |
| ------------- | --------------------------------------------------------------------------------- | -------- | --------------------------------------------------------------------------- | ----------- | ----------------------------------------------------------------------------- | ----------- |
| Мужчины       |                                                                                   |          |                                                                             |             |                                                                               |             |
| Профессионалы | Эдуард Меркс · Бельгия                                                            | 6ч44’42" | Йоханнес Янссен · Нидерланды                                                | то же время | Рамон Саэс · Испания                                                          | то же время |
| Любители      | Грэм Уэбб · Великобритания                                                        |          | Клод Гийо · Франция                                                         |             | Маринус Пейнен · Нидерланды                                                   |             |
| Команды       | Швеция · Эрик Петтерссон · Йёста Петтерссон · Стуре Петтерссон · Томас Петтерссон |          | Дания · Вернер Блаудзун · Йёрген Хансен · Лейф Мортенсен · Хеннинг Педерсен |             | Италия · Лоренцо Бозизио · Бенито Пигато · Витторио Марчелли · Флавио Мартини |             |
| Женщины       |                                                                                   |          |                                                                             |             |                                                                               |             |
|               | Берил Бёртон · Великобритания                                                     |          | Любовь Задорожная · СССР                                                    |             | Анна Конкина · СССР                                                           |             |